# Thion
Thion là một tổng của tỉnh Gnagna ở phía bắc Burkina Faso. Thủ phủ của tổng này là thị xã Thion. Dân số năm 2006 là 23.038 người.

## Các thị xã và các làng
Balamba, Bangaye, Bangayéni, Banogo, Bogoumissi, Bossongri, Diaka, Dimkoura, Dioro, Dioro-Folgou, Doyana, Folbombouga, Folbongou, Folgou, Gnindi, Harga, Koulbila, Lalguin, Laranga, Lelcom, Monlori, Morèm, Nawèga, Sékoussi, Siéssin, Tamièla và Tipoli.